# کلوین (آریزونا)
کلوین (به انگلیسی: Kelvin) یک منطقهٔ مسکونی در ایالات متحده آمریکا است که در شهرستان پاینال، آریزونا واقع شده‌است. کلوین ۵۵۸٫۱ متر بالاتر از سطح دریا قرار دارد.